# Saint-Robert (Québec)
Saint-Robert è un comune del Canada, situato nella provincia del Québec, nella regione di Montérégie.